# Jean-Baptiste Bourguignon d'Anville

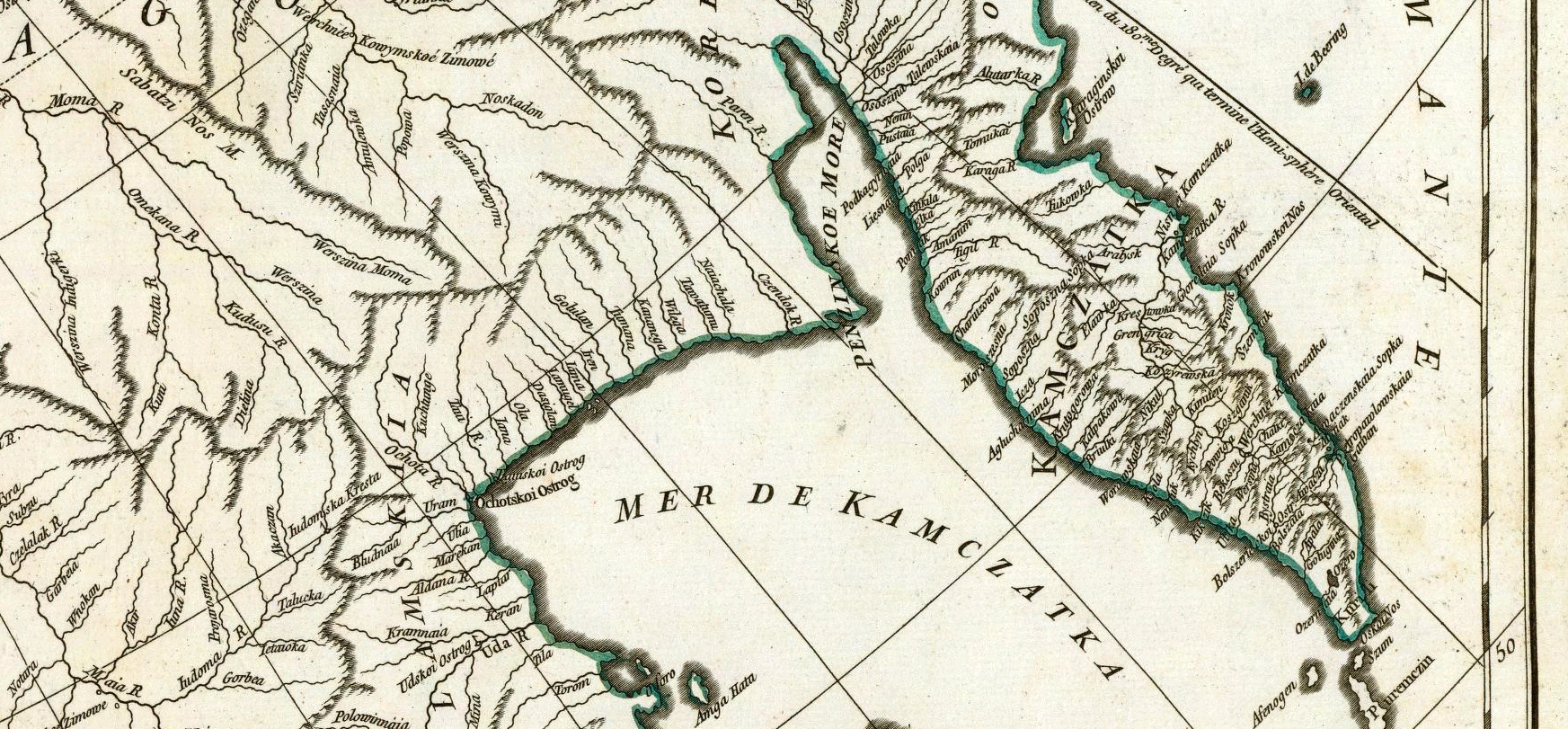
En del av d'Anvilles karta över Asien (1753).

Jean-Baptiste Bourguignon d'Anville, född 11 juli 1697 i Paris, död där 28 januari 1782, var en fransk geograf och kartograf.

## Biografi
d'Anvilles största betydelse ligger på kartografins område. Hans rika produktion av kartverk var för sin tid särskilt värdefull eftersom han utsatte kartmaterialet för en kritisk granskning och korrigerade många felaktigheter. Epokgörande blev redan hans Nouvel Atlas de la Chine, de la Tartarie chinoise et du Thibet (1737).
Vid 22 års ålder utnämndes d'Anville till kunglig geograf och blev 1775 adjoint vid Franska vetenskapsakademien. Av hans kartor (han utgav 211 sådana) kan nämnas Atlas général (1737–80) och Atlas antiquus major (12 blad), vartill Géographie ancienne abrégée (1768; tre band) utgjorde texten, samt Traité des mesures itinéraires anciennes et modernes (1769). Hans värdefulla kartsamling (10 500 nummer) blev efter hans död av franska regeringen inköpt för kungliga biblioteket i Paris.

## Utmärkelser
Nedslagskratern Anville på månen är uppkallade efter honom.